# Ложа совершенствования
Ложа совершенствования — организационная структура верховного совета Древнего и принятого шотландского устава, объединяющая градусы с 4 по 14. В некоторых верховных советах нет ложи совершенствования, а градусы с 4 по 14 включены в капитул (4°-18°).

## История
Практически сразу после формирования единой системы Древнего и принятого шотландского устава была создана и ложа совершенствования. Это было необходимо для того, чтобы систематизировать проработку определённых градусов, которые более глубоко раскрывали легенду о мастере Хираме Абиффе и давали дополнительные трактовки морально-этического учения масонства.
Ложа совершенствования явилась первой организационной структурой, куда мог пройти посвящение мастер-масон.

## Градусы ложи совершенствования
- 4° — Тайный мастер
- 5° — Совершенный мастер
- 6° — Ближний (тайный) секретарь
- 7° — Надзиратель и судья
- 8° — Надзиратель за строительством
- 9° — Мастер избранник девяти
- 10° — Славный мастер избранник пятнадцати
- 11° — Великий рыцарь-избранник
- 12° — Великий мастер архитектор
- 13° — Рыцарь царственного свода Еноха
- 14° — Верховный избранный и совершенный вольный каменщик, или великий избранник

### Посвятительные градусы
В ложе совершенствования посвящение происходит не во все градусы, а только в некоторые из них. Так посвящение идёт в степени:
- Тайный мастер (4°) — в этом градусе ритуал снова обращается к Храму царя Соломона и легенде о том, что семеро наиболее достойных и опытных мастеров-каменщиков были назначены в своё время охранять Святая Святых и храмовые интерьеры. Этот градус учит верности, молчанию и умению хранить. Председательствующий офицер в ложе тайных мастеров именуется трижды могучим мастером[4][5].
- Мастер избранник девяти (9°) — Царь Соломон избрал девятерых мастеров, которые должны были отыскать преступников и привести их в суд. Цель этого градуса — научить нас тому, что нельзя позволять себе уклоняться от цели в страстном порыве рвения, пусть и благого, а также брать на себя обязанности наказывать провинившихся, пусть это и следует сделать, ибо они нарушили человеческие или Господни законы. Председательствующий офицер в ложе мастеров избранников девяти именуется весьма суверенным мастером[4][5].
- Великий мастер архитектор (12°) — этот градус, по преданию, был создан как некое подобие школы повышения квалификации для мастеров-строителей храма, чтобы приводить их умения к некоему стандарту, а также награждать отличившихся в жизни и труде. В ритуале этого градуса рассматриваются законы архитектуры, её связь с другими науками и искусствами. Степень учит, что добродетель необходима таланту. Председательствующий офицер в ложе великих мастеров архитекторов именуется великим мастером архитектором[4][5].
- Рыцарь царственного свода Еноха (13°) — этот градус — вершина т. н. неизрекаемых градусов, это краеугольный камень арки, под которым скрывается соль учения ложи совершенствования. Посвящение в этот градус предшествует посвящению в 14° и проводится с ним в один день. Председательствующий офицер в ложе рыцарей царственного свода именуется трижды могучим великим мастером.
- Верховный избранный и совершенный вольный каменщик (14°) — ложа представляет собой тайную нишу под Святая Святых, в которой находится золотая пластина, на которой начертано священное четырехбуквенное Имя. Этот градус открывает и толкует Тетраграмматон. Он также учит нас тому, что если человек посвятил свою жизнь — умом и сердцем — приготовлению к жизни вечной. Награда ждёт его «по завершении строительства Храма». Этот градус в Шотландском уставе является вершиной масонства. В качестве наивысшего градуса ложи совершенствования, он учит святости Господа и почитанию Его Святого Имени. Господь не оставит безнаказанным того, кто поминает Имя Его всуе! Председательствующий офицер в ложе верховного избранного и совершенного вольного каменщика, также как и в 13°, именуется трижды могучим великим мастером[4][5].

В остальные градусы идёт передача по коммуникации, то есть кратко пересказывается легенда и передаются священные и проходные слова каждого из градусов.

### Облачение в ложе совершенствования

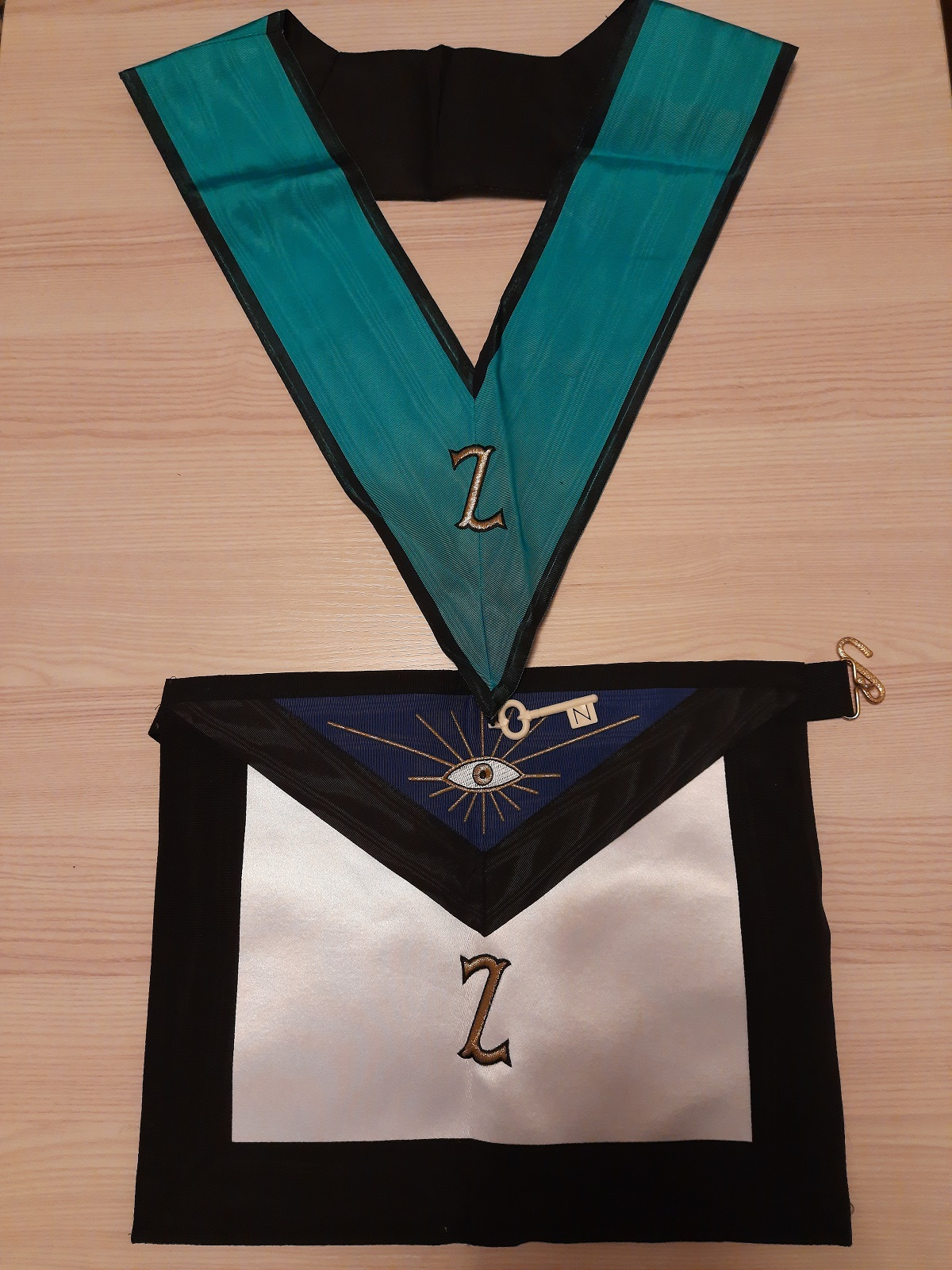
Тайный мастер, 4°
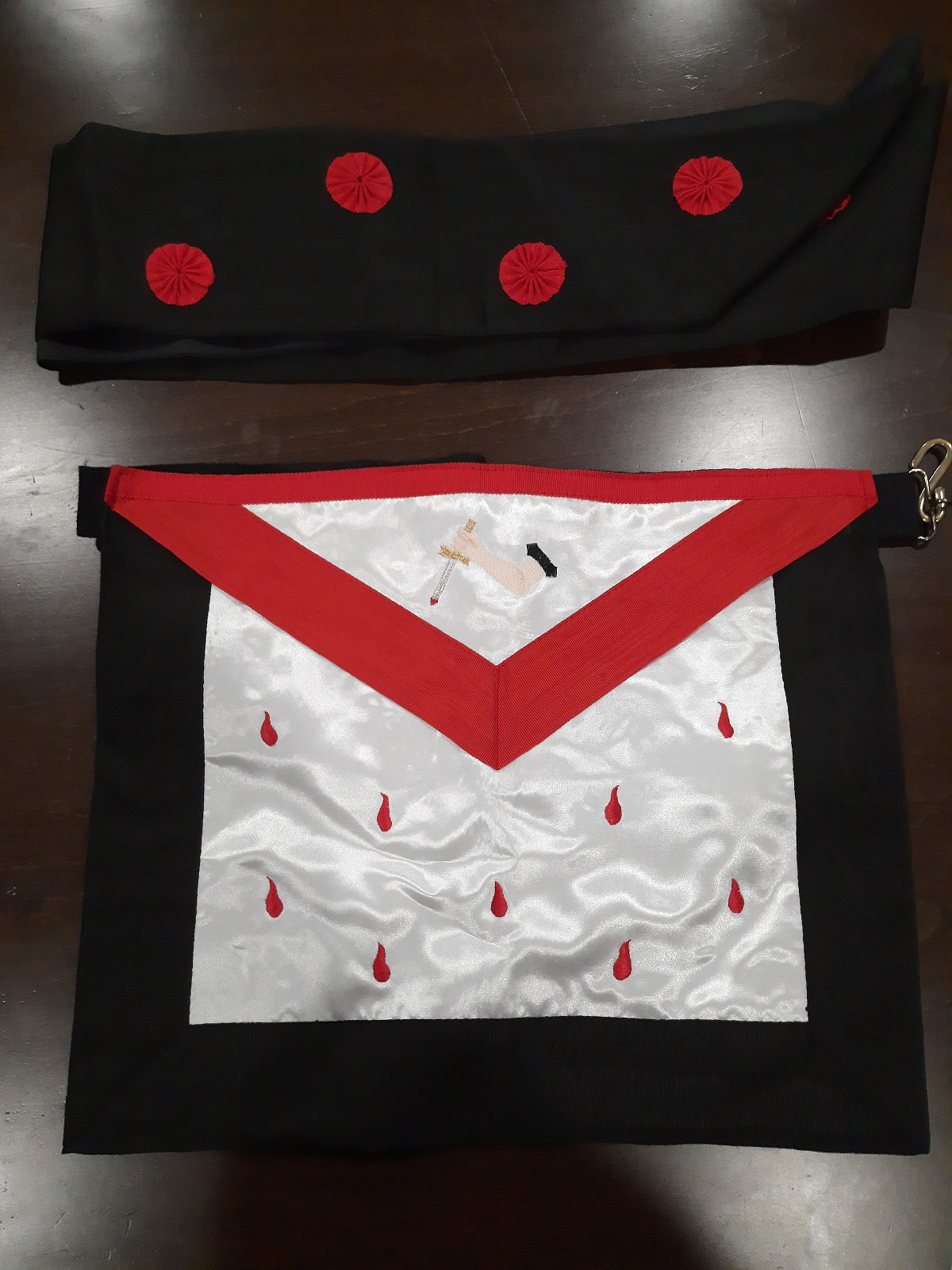
Мастер избранник девяти, 9°
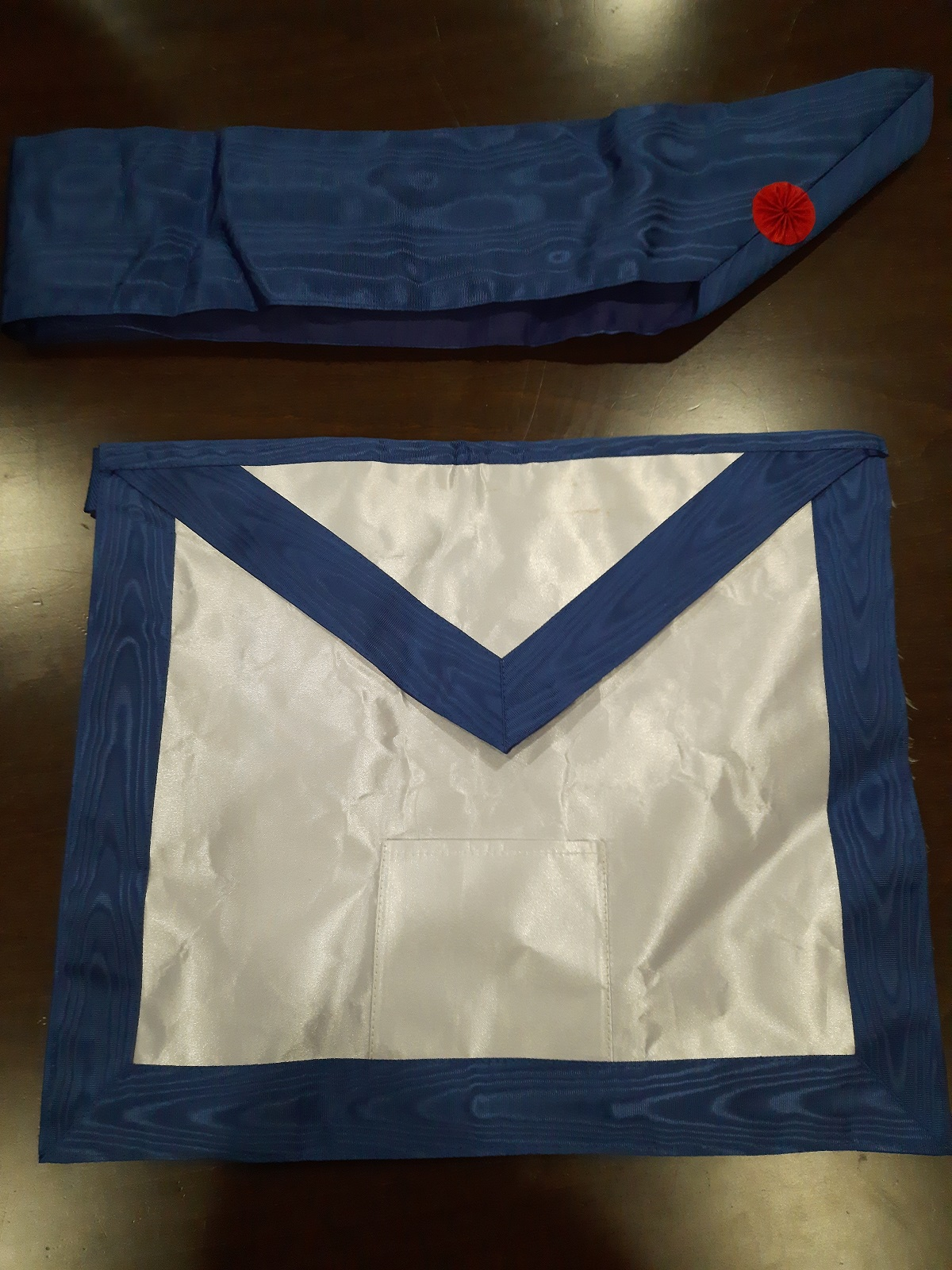
Великий мастер архитектор, 12°
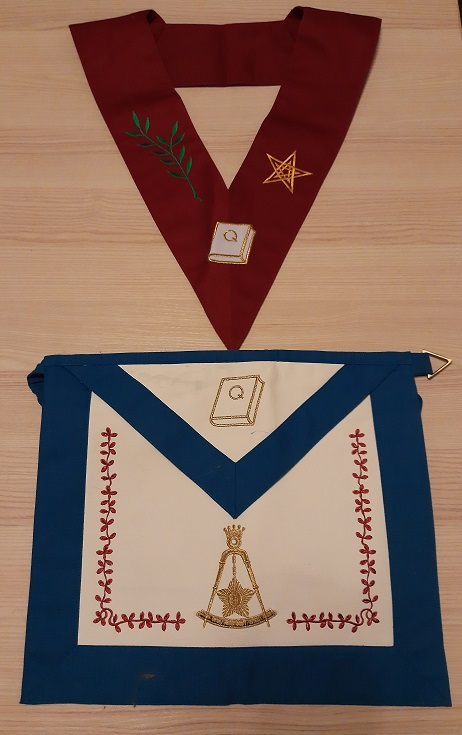
Верховный избранный и совершенный вольный каменщик, 14°
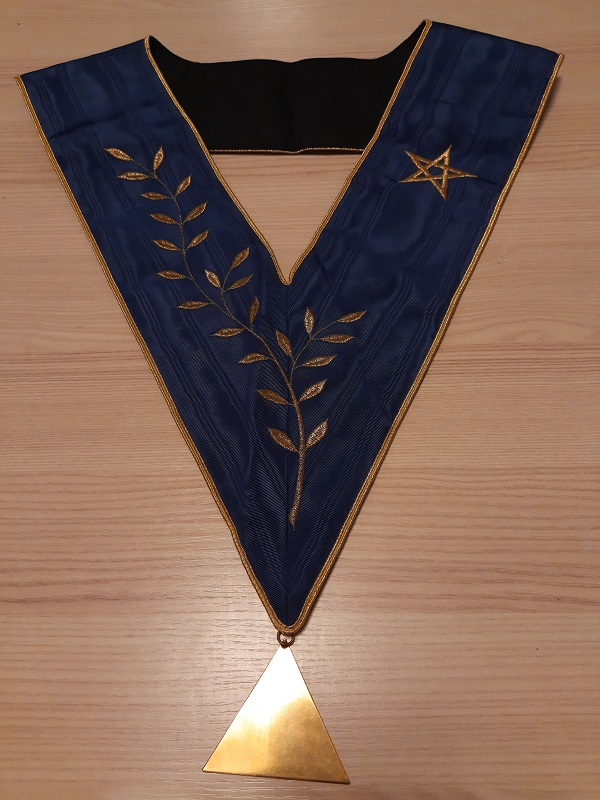
Президент ложи совершенствования